# Alright (Sam Fender)
Alright is een nummer van de Britse singer-songwriter Sam Fender uit 2022. Het is de achtste single van zijn tweede studioalbum Seventeen Going Under, waarvan het op de deluxe versie verscheen.
Oorspronkelijk was het nummer een B-kantje dat ter gelegenheid van Record Store Day 2022 op vinyl werd uitgebracht. "Alright" opent met een combinatie van piano en gitaar die vrolijk maar weemoedig klinkt. Tekstueel gaat het nummer over opgroeien en ouder worden. Het nummer was in het Verenigd Koninkrijk niet heel succesvol, het bereikte daar de 71e positie. In Nederland bereikte de plaat een 24e positie in de Tipparade.

## Tracklijst
- Muziekdownload

1. "Alright" - 4:24